# Hvalfjarðarströnd
Hvalfjarðarströnd är en strand i republiken Island.   Den ligger i regionen Västlandet, i den västra delen av landet, 30 km norr om huvudstaden Reykjavik.
Inlandsklimat råder i trakten. Årsmedeltemperaturen i trakten är 0 °C. Den varmaste månaden är juli, då medeltemperaturen är 10 °C, och den kallaste är februari, med −6 °C.